# Chnumibre
Chnumibre war ein hoher altägyptischer Beamter, der in der 26. Dynastie bis in die Perserzeit hinein lebte und wirkte. Er ist vor allem von einer Reihe von Inschriften aus dem Wadi Hammamat bekannt.
In seinen Inschriften trägt er vor allem zwei Titel, einerseits ist er „Vorsteher aller Arbeiten in Unter- und Oberägypten“, andererseits „Leiter aller Arbeiten im ganzen Land“. Zum ersten Mal wird er in einer Inschrift genannt, die in das 44. (und letzte) Regierungsjahr von Amasis datiert. Diese Inschrift nennt den „Vorsteher der Arbeiten“ Ahmose-sa-Neith und seinen ältesten Sohn Chnumibre, bei dem es sich mit hoher Wahrscheinlichkeit um diesen Beamten handelt. Ahmose-sa-Neith, der als hoher Beamter unter König (Pharao) Amasis amtierte, hat sich offensichtlich bei der Namensgebung seines Sohnes an dem Thronnamen seines Herrschers orientiert.
Mehr als 30 Jahre später ist Chnumibre durch mehrere Inschriften im Wadi Hammamat belegt, die unter dem persischen König Dareios I. entstanden. Sie datieren in die Jahre 495, 494 und 492 v. Chr. Aus Koptos stammt ein Altar, auf dem er auch einige priesterliche Titel trägt. Aus Memphis stammt ein Siegel mit seinem Namen.